# 喜入中名町
喜入中名町（きいれなかみょうちょう）は、鹿児島県鹿児島市の町。旧薩摩国給黎郡喜入郷中名村、給黎郡喜入村大字中名、揖宿郡喜入町大字中名。郵便番号は891-0202。人口は2,006人、世帯数は942世帯（2020年4月1日現在）。面積は10.48平方キロメートル。
鹿児島市の南部に位置している。南部の海岸にある埋立地には日本の石油消費量約2週間分に相当する745万キロリットルの貯油能力を有する世界最大規模の原油中継備蓄基地であるENEOS喜入基地が設置されている。

## 地理
鹿児島市の南部に位置している。町域の北方には喜入瀬々串町、南方には喜入町、西方には南九州市知覧町永里がそれぞれ接しており、東方には鹿児島湾に面している。
海岸部には国道226号と指宿枕崎線が通り、南九州市に接する山肌に指宿スカイライン（鹿児島県道17号指宿鹿児島インター線）が通る。中央部には鹿児島市立中名小学校が所在している。集落は海岸線沿いに多く所在しており、一部が山間部や台地に散在している。
中名では沿岸漁業が盛んであり、海岸は1.5kmで平均水深2mの遠浅になっている。この地形を利用した地先海面の埋め立てにより南部には原油備蓄基地であるENEOS喜入基地が設置され、ENEOS喜入基地に出入りするタンカーと漁船が共用する喜入港がある。2018年（平成30年）の喜入港における貨物取扱量は53,821,113トンであり、このうち輸出が309,883トン、輸入が26,455,665トンであった。喜入港は関税法における開港場に指定されている。

### 河川
- 樋高川[15]
- 前田川[15]
- 清水川[15]
- 竜毛川[15]

### 気象
喜入中名町には鹿児島地方気象台管理の「喜入地域気象観測所」（北緯31度23分2秒 東経130度32分4秒 / 北緯31.38389度 東経130.53444度）が設置されている。喜入気象観測所における気象記録は以下のとおりである。
| 喜入地域気象観測所（1981年 - 2010年）の気候     | 喜入地域気象観測所（1981年 - 2010年）の気候 | 喜入地域気象観測所（1981年 - 2010年）の気候 | 喜入地域気象観測所（1981年 - 2010年）の気候 | 喜入地域気象観測所（1981年 - 2010年）の気候 | 喜入地域気象観測所（1981年 - 2010年）の気候 | 喜入地域気象観測所（1981年 - 2010年）の気候 | 喜入地域気象観測所（1981年 - 2010年）の気候 | 喜入地域気象観測所（1981年 - 2010年）の気候 | 喜入地域気象観測所（1981年 - 2010年）の気候 | 喜入地域気象観測所（1981年 - 2010年）の気候 | 喜入地域気象観測所（1981年 - 2010年）の気候 | 喜入地域気象観測所（1981年 - 2010年）の気候 | 喜入地域気象観測所（1981年 - 2010年）の気候 |
| 月                                              | 1月                                         | 2月                                         | 3月                                         | 4月                                         | 5月                                         | 6月                                         | 7月                                         | 8月                                         | 9月                                         | 10月                                        | 11月                                        | 12月                                        | 年                                          |
| ----------------------------------------------- | ------------------------------------------- | ------------------------------------------- | ------------------------------------------- | ------------------------------------------- | ------------------------------------------- | ------------------------------------------- | ------------------------------------------- | ------------------------------------------- | ------------------------------------------- | ------------------------------------------- | ------------------------------------------- | ------------------------------------------- | ------------------------------------------- |
| 最高気温記録 °C （°F）                          | 23.6 (74.5)                                 | 23.7 (74.7)                                 | 26.7 (80.1)                                 | 29.2 (84.6)                                 | 32.2 (90)                                   | 34.5 (94.1)                                 | 36.4 (97.5)                                 | 37.4 (99.3)                                 | 36.5 (97.7)                                 | 33.1 (91.6)                                 | 28.7 (83.7)                                 | 25.5 (77.9)                                 | 37.4 (99.3)                                 |
| 平均最高気温 °C （°F）                          | 13.0 (55.4)                                 | 14.3 (57.7)                                 | 17.2 (63)                                   | 21.8 (71.2)                                 | 25.4 (77.7)                                 | 27.8 (82)                                   | 31.9 (89.4)                                 | 32.6 (90.7)                                 | 30.0 (86)                                   | 25.5 (77.9)                                 | 20.2 (68.4)                                 | 15.3 (59.5)                                 | 22.9 (73.2)                                 |
| 日平均気温 °C （°F）                            | 8.5 (47.3)                                  | 9.6 (49.3)                                  | 12.4 (54.3)                                 | 16.5 (61.7)                                 | 20.2 (68.4)                                 | 23.6 (74.5)                                 | 27.6 (81.7)                                 | 28.0 (82.4)                                 | 25.4 (77.7)                                 | 20.5 (68.9)                                 | 15.3 (59.5)                                 | 10.4 (50.7)                                 | 18.2 (64.8)                                 |
| 平均最低気温 °C （°F）                          | 4.1 (39.4)                                  | 5.0 (41)                                    | 7.7 (45.9)                                  | 11.6 (52.9)                                 | 15.6 (60.1)                                 | 20.1 (68.2)                                 | 24.1 (75.4)                                 | 24.4 (75.9)                                 | 21.6 (70.9)                                 | 16.1 (61)                                   | 10.7 (51.3)                                 | 5.9 (42.6)                                  | 13.9 (57)                                   |
| 最低気温記録 °C （°F）                          | −6.3 (20.7)                                 | −3.6 (25.5)                                 | −1.4 (29.5)                                 | 2.1 (35.8)                                  | 6.0 (42.8)                                  | 12.1 (53.8)                                 | 17.2 (63)                                   | 18.2 (64.8)                                 | 11.5 (52.7)                                 | 5.8 (42.4)                                  | 0.7 (33.3)                                  | −2.6 (27.3)                                 | −6.3 (20.7)                                 |
| 降水量 mm （inch）                              | 96.6 (3.803)                                | 133.6 (5.26)                                | 213.9 (8.421)                               | 238.9 (9.406)                               | 246.5 (9.705)                               | 507.3 (19.972)                              | 328.9 (12.949)                              | 224.6 (8.843)                               | 228.0 (8.976)                               | 109.7 (4.319)                               | 105.7 (4.161)                               | 88.6 (3.488)                                | 2,522.3 (99.303)                            |
| 降雪量 cm （inch）                              | 0 (0)                                       | 0 (0)                                       | 0 (0)                                       | 0 (0)                                       | 0 (0)                                       | 0 (0)                                       | 0 (0)                                       | 0 (0)                                       | 0 (0)                                       | 0 (0)                                       | 0 (0)                                       | 0 (0)                                       | 0 (0)                                       |
| 平均月間日照時間                                | 120.9                                       | 132.6                                       | 150.4                                       | 175.9                                       | 174.9                                       | 117.3                                       | 194.8                                       | 217.2                                       | 181.9                                       | 185.3                                       | 151.7                                       | 137.9                                       | 1,940.8                                     |
| 出典1：気象庁                                   |                                             |                                             |                                             |                                             |                                             |                                             |                                             |                                             |                                             |                                             |                                             |                                             |                                             |
| 出典2：観測史上1 - 10位の値（年間を通じての値） |                                             |                                             |                                             |                                             |                                             |                                             |                                             |                                             |                                             |                                             |                                             |                                             |                                             |

## 歴史

### 中名村の成立
明治3年（1870年）には宮坂村と瀬々串村を合併し上村となったが、1878年（明治11年）に給黎郡喜入郷上村が、瀬々串村（現在の喜入瀬々串町）と中名村に分村して中名村として成立した。1876年（明治9年）には中名小学校が設置された。1879年（明治12年）の戸籍簿によれば中名村は635戸であった。1884年（明治17年）の「鹿児島県地誌」には給黎郡のうちとして「中名村」と見える。

### 町村制施行以後

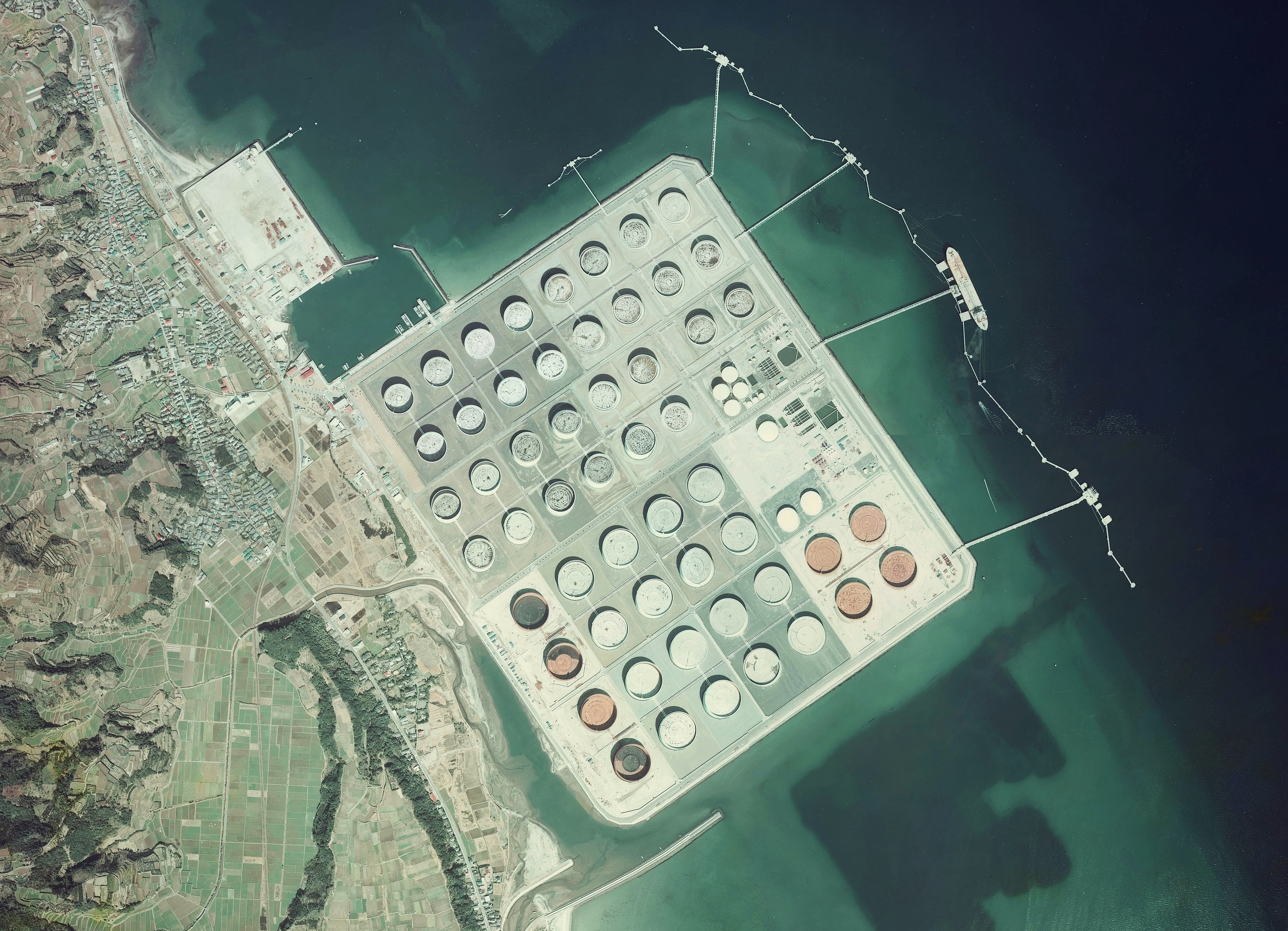
喜入基地周辺の空中写真。（1974年撮影の4枚より合成作成）。

1889年（明治22年）4月1日に町村制が施行されたのに伴い、喜入郷に属していた瀬々串村、中名村、前之浜村、生見村の区域より給黎郡喜入村が成立した。それまでの中名村は喜入村の大字「中名」となった。1897年（明治30年）4月1日には「 鹿兒島縣下國界竝郡界變更及郡廢置法律」（明治29年法律第55号）が施行され、給黎郡のうち喜入村は揖宿郡及び頴娃郡と共に揖宿郡を新設し、喜入村は揖宿郡のうちとなった。
1928年（昭和3年）4月1日には喜入村の行政区画として町村制に基づく区が「喜入村行政区画規定」により設置され、大字中名のうち瀬々串境から愛宕川までは「第二区」、愛宕川以南（大字前之浜の一部区域を含む）は「第三区」とされ、1946年（昭和21年）3月31日に廃止されるまで行政区画として存在した。1934年（昭和9年）5月20日には指宿線（現在の指宿枕崎線）が開通し、中名には中名駅及び喜入駅が設置された。1956年（昭和31年）10月15日には喜入村が町制施行し喜入町となった。
1965年（昭和40年）には原油の備蓄基地建設について喜入海岸への誘致を行っていることが喜入町によって町民に広報された。1967年（昭和42年）には「日本石油基地株式会社」（現在のENEOS喜入基地）が設立され備蓄基地の建設に着手し、1969年（昭和44年）に92.1万平方メートルの埋立地上に10万キロリットル級タンク12基で稼働を開始した。また同時に喜入港が開港した。その後1972年（昭和47年）には10万キロリットル級タンク30基、1975年（昭和50年）には16万リットル級タンク24基が設置された。
1988年（昭和63年）1月1日には大字前之浜（現在の喜入前之浜町）及び大字中名の各一部の区域より大字一倉（現在の喜入一倉町）及び大字喜入（現在の喜入町）が設置された。大字が分割された理由として「喜入町郷土誌」によれば『地区名（小学校区）と大字名の違いから生活に不便や不都合が生じた為』とされている。
2004年（平成16年）11月1日に喜入町が日置郡松元町、郡山町、鹿児島郡吉田町、桜島町と共に鹿児島市に編入された。合併に際して設置された法定合併協議会である鹿児島地区合併協議会における協議によって、喜入町の区域の大字については「字の区域を廃止し、当該廃止された字の区域に相当する区域により新たに町の区域を設定し、その名称については表示案に基づき、各町の意向を尊重し合併までに調整するものとする」と協定された。
前述の協定に基づいて、合併前の10月26日に鹿児島県の告示である「 町の区域の設定及び字の廃止」が鹿児島県公報に掲載された。この告示の規定に基づき、それまでの大字中名は廃止され、大字中名の全域を以て新たに鹿児島市の町「喜入中名町」が設置された。

### 区域の変遷
| 実施後                       | 実施年             | 実施前                         |
| ---------------------------- | ------------------ | ------------------------------ |
| 揖宿郡喜入町大字一倉（新設） | 1988年（昭和63年） | 揖宿郡喜入町大字中名（一部）   |
| 揖宿郡喜入町大字一倉（新設） | 1988年（昭和63年） | 揖宿郡喜入町大字前之浜（一部） |
| 揖宿郡喜入町大字喜入（新設） | 1988年（昭和63年） | 揖宿郡喜入町大字中名（一部）   |
| 揖宿郡喜入町大字喜入（新設） | 1988年（昭和63年） | 揖宿郡喜入町大字前之浜（一部） |

## 人口
以下の表は国勢調査による小地域集計が開始された1995年以降の人口の推移である。
| 年                 | 人口  |
| ------------------ | ----- |
| 1995年（平成7年）  | 2,270 |
| 2000年（平成12年） | 2,269 |
| 2005年（平成17年） | 2,175 |
| 2010年（平成22年） | 2,092 |
| 2015年（平成27年） | 1,984 |

## 文化財

### 市指定
- 黒地蔵（有形民俗文化財（民俗資料））[39]

## 施設

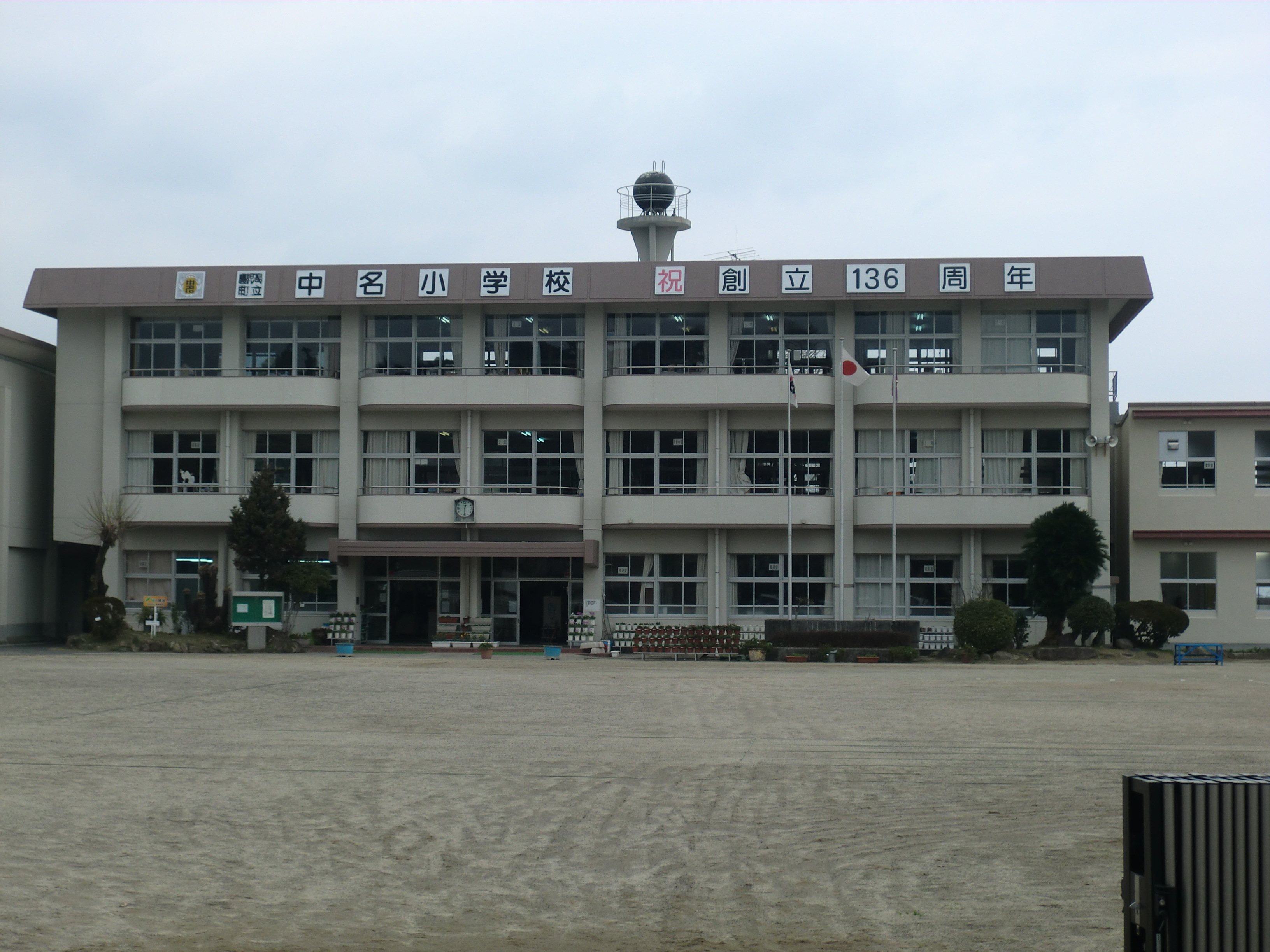
鹿児島市立中名小学校

### 公共
- 喜入港湾合同庁舎
  - 海上保安庁第十管区海上保安本部喜入海上保安署[40]
  - 農林水産省九州農政局南部九州土地改良調査管理事務所薩摩支所[41]

### 教育
- 鹿児島市立中名小学校[42]

### 郵便局
- 中名簡易郵便局[43]
1962年（昭和37年）12月1日設置[44]。

### 寺社
- 塞神社[45]

### その他
- ENEOS喜入基地（石油備蓄基地）

## 小・中学校の学区
市立小・中学校に通う場合、学区（校区）は以下の通りとなる。
| 町丁       | 番・番地 | 小学校               | 中学校               |
| ---------- | -------- | -------------------- | -------------------- |
| 喜入中名町 | 全域     | 鹿児島市立中名小学校 | 鹿児島市立喜入中学校 |

## 交通

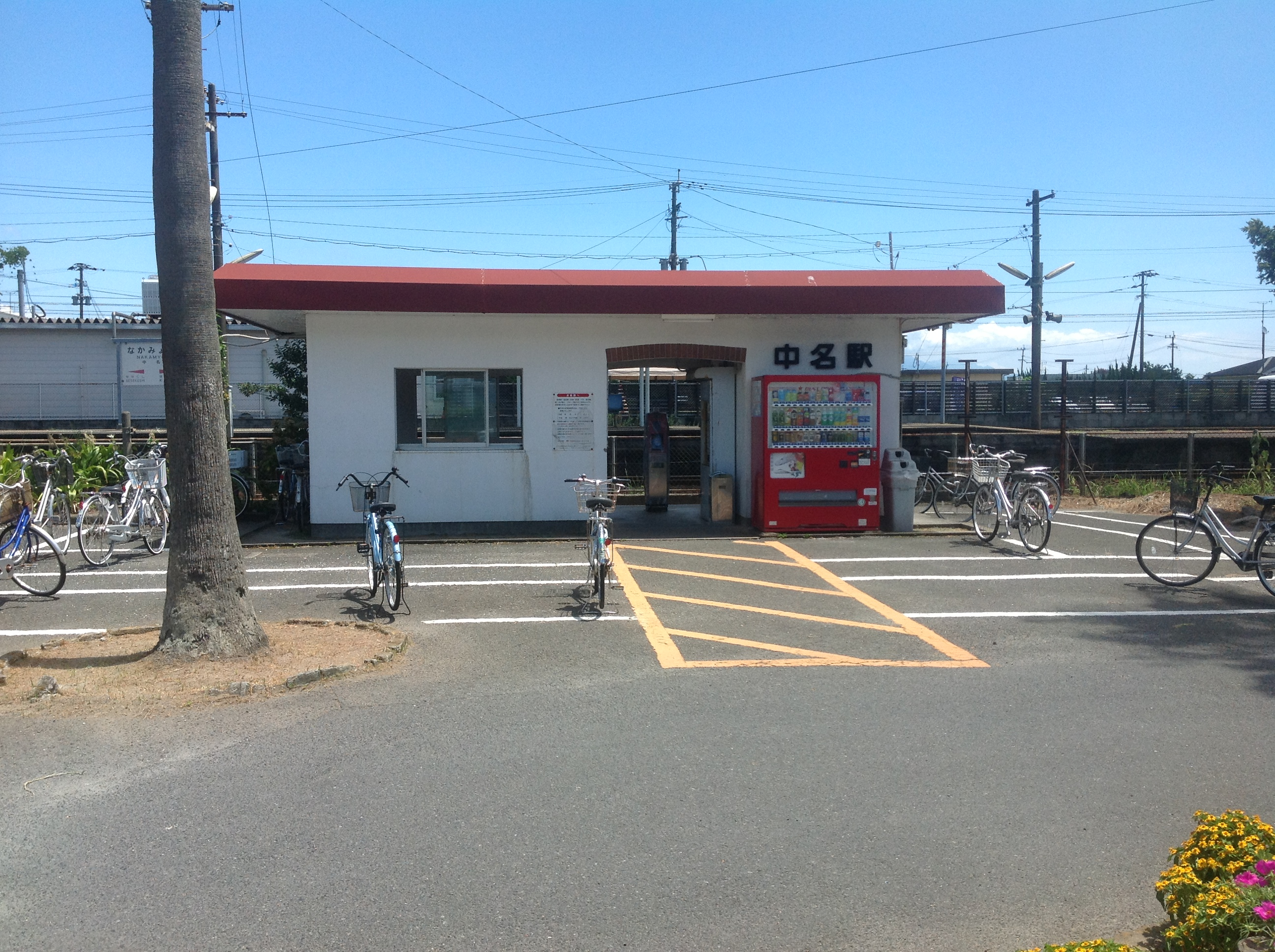
中名駅

### 道路
一般国道
- 国道226号

主要地方道
- 鹿児島県道17号指宿鹿児島インター線（一般有料道路指宿スカイライン）

### 鉄道
九州旅客鉄道指宿枕崎線
- 中名駅

### 港湾
- 喜入港